# Leptostomum macrocarpum
Leptostomum macrocarpum är en bladmossart som beskrevs av Bachelot de la Pylaie 1814. Leptostomum macrocarpum ingår i släktet Leptostomum och familjen Bryaceae. Inga underarter finns listade i Catalogue of Life.